# 콩고 민주 공화국의 재외공관 목록

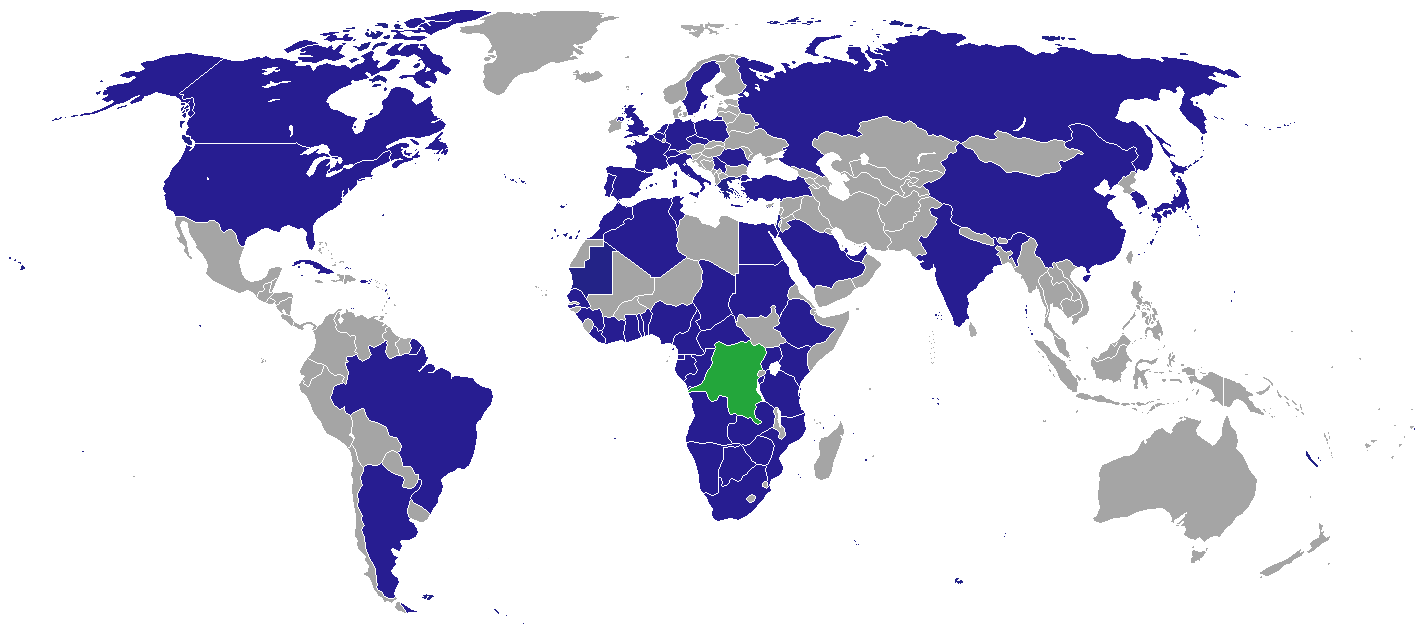
콩고민주공화국의 재외공관

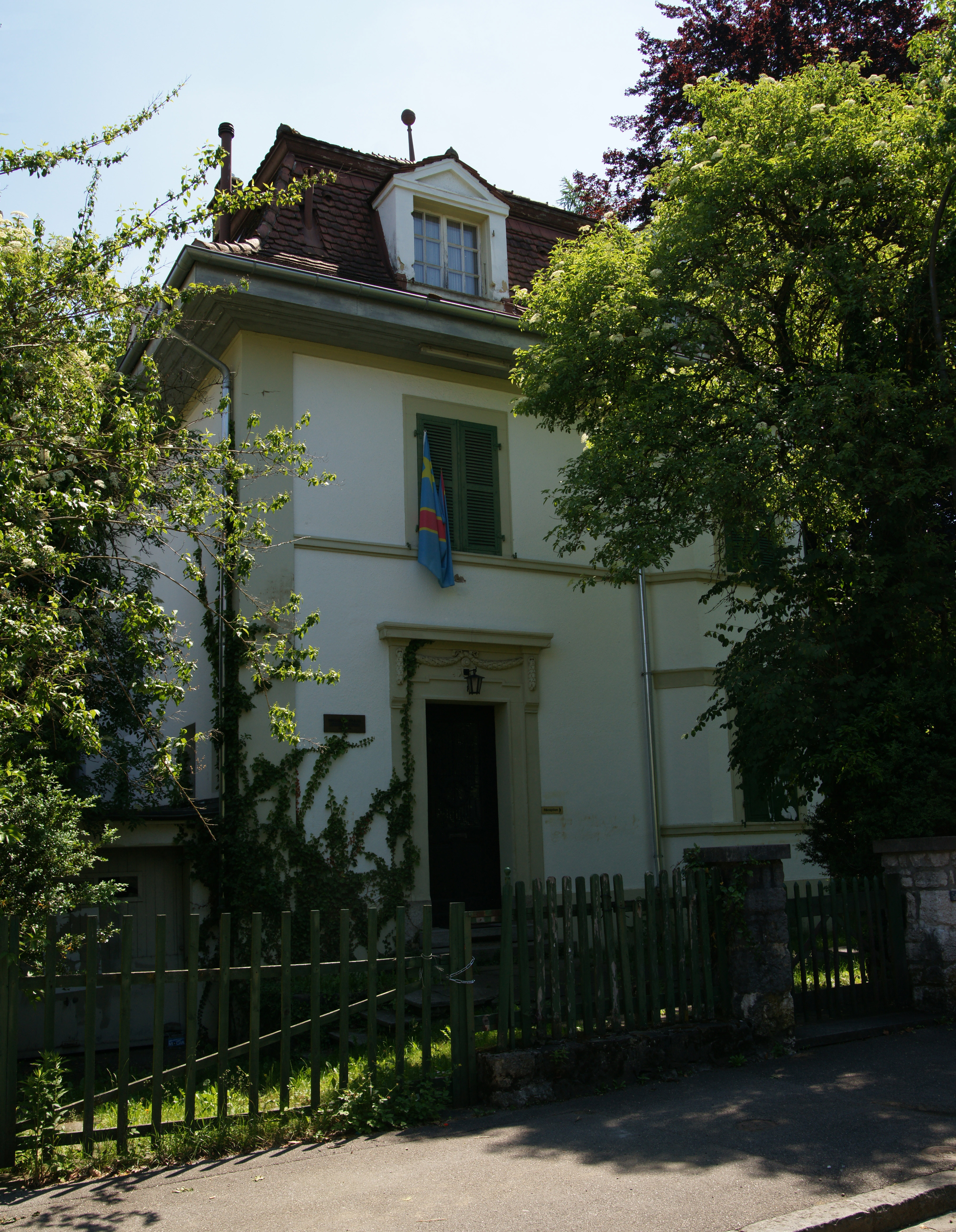
베른 주재 콩고민주공화국 대사관

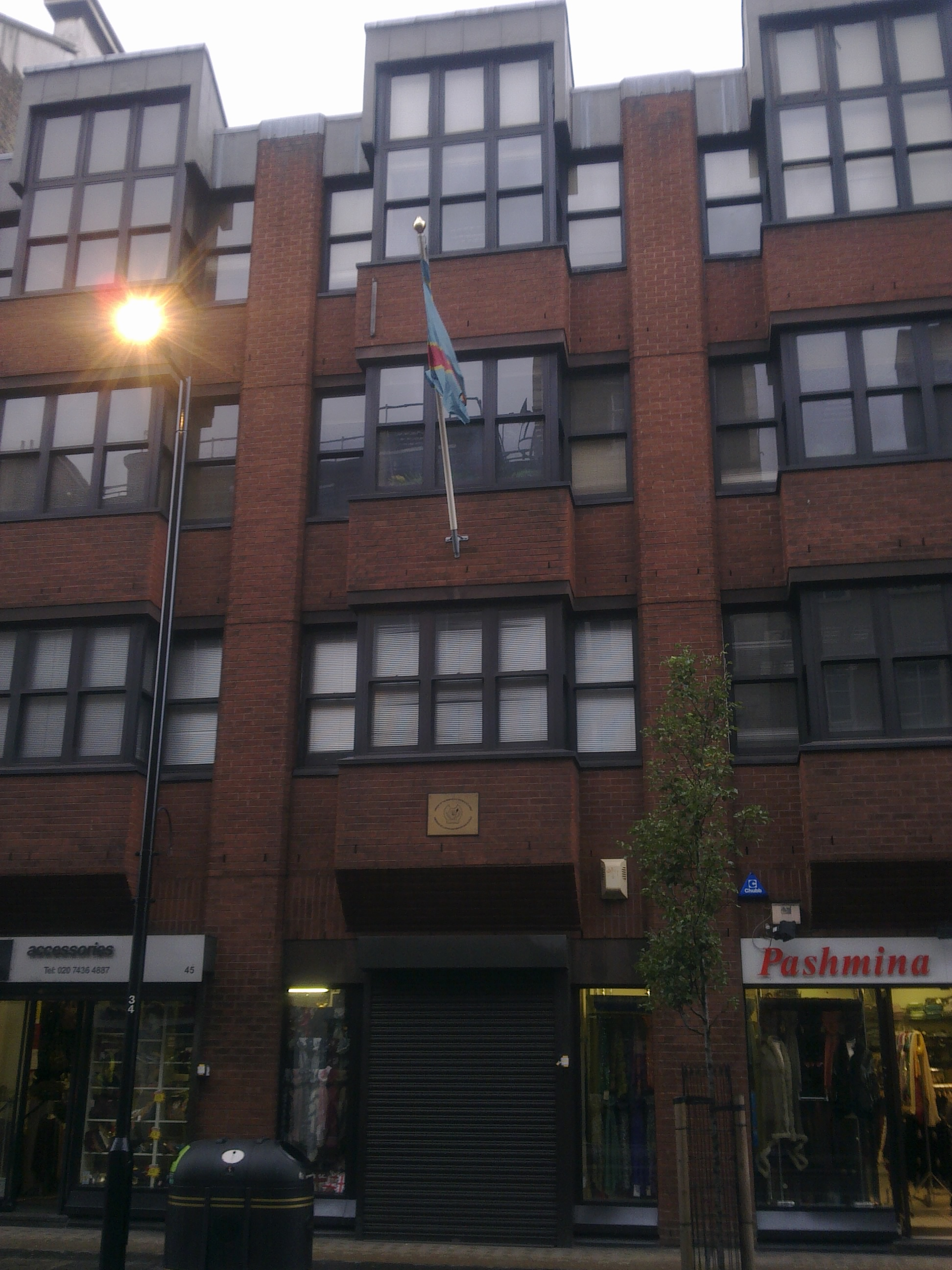
런던 주재 콩고민주공화국 대사관

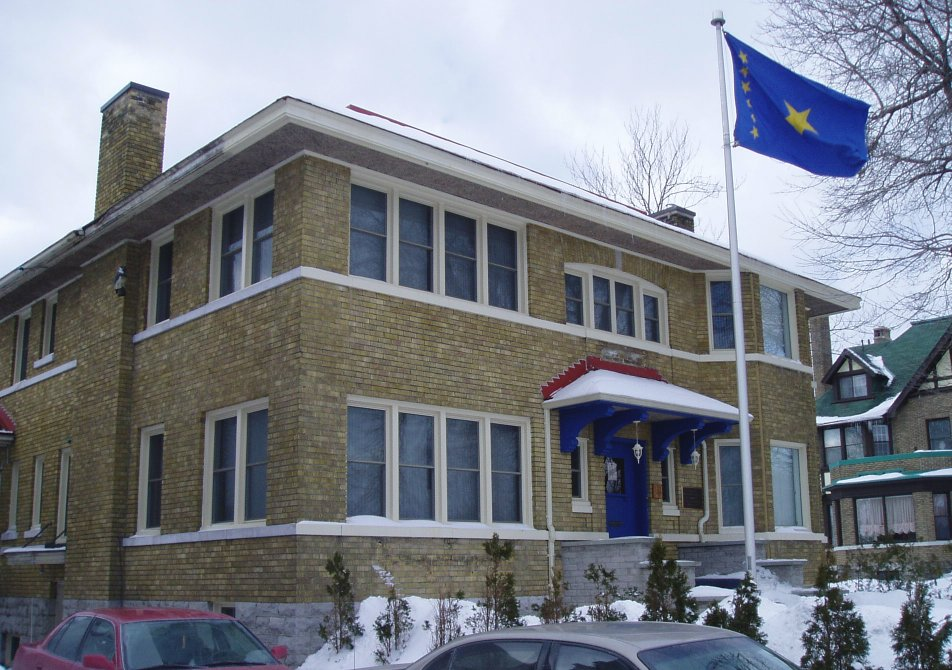
오타와 주재 콩고민주공화국 대사관

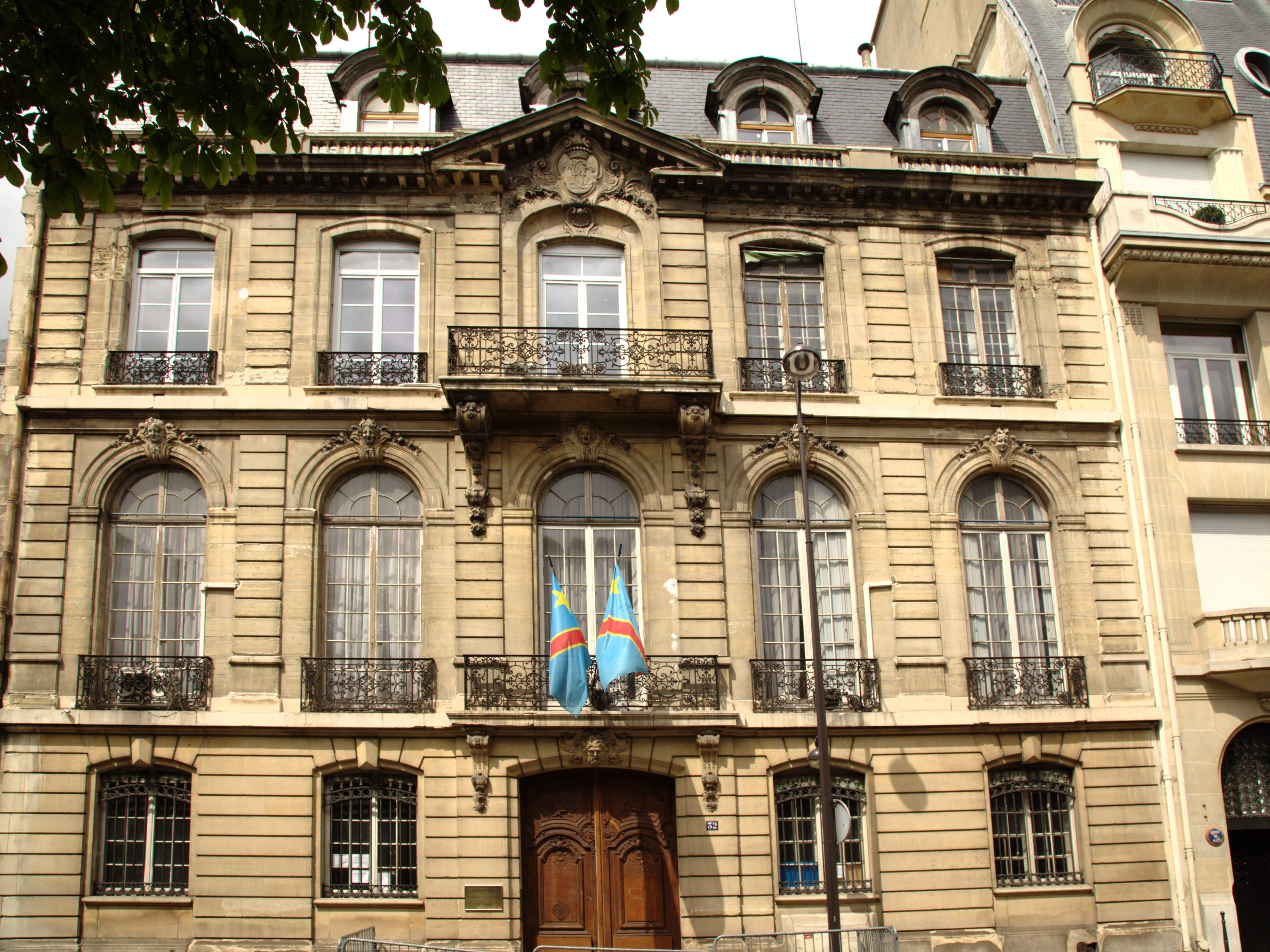
파리 주재 콩고민주공화국 대사관

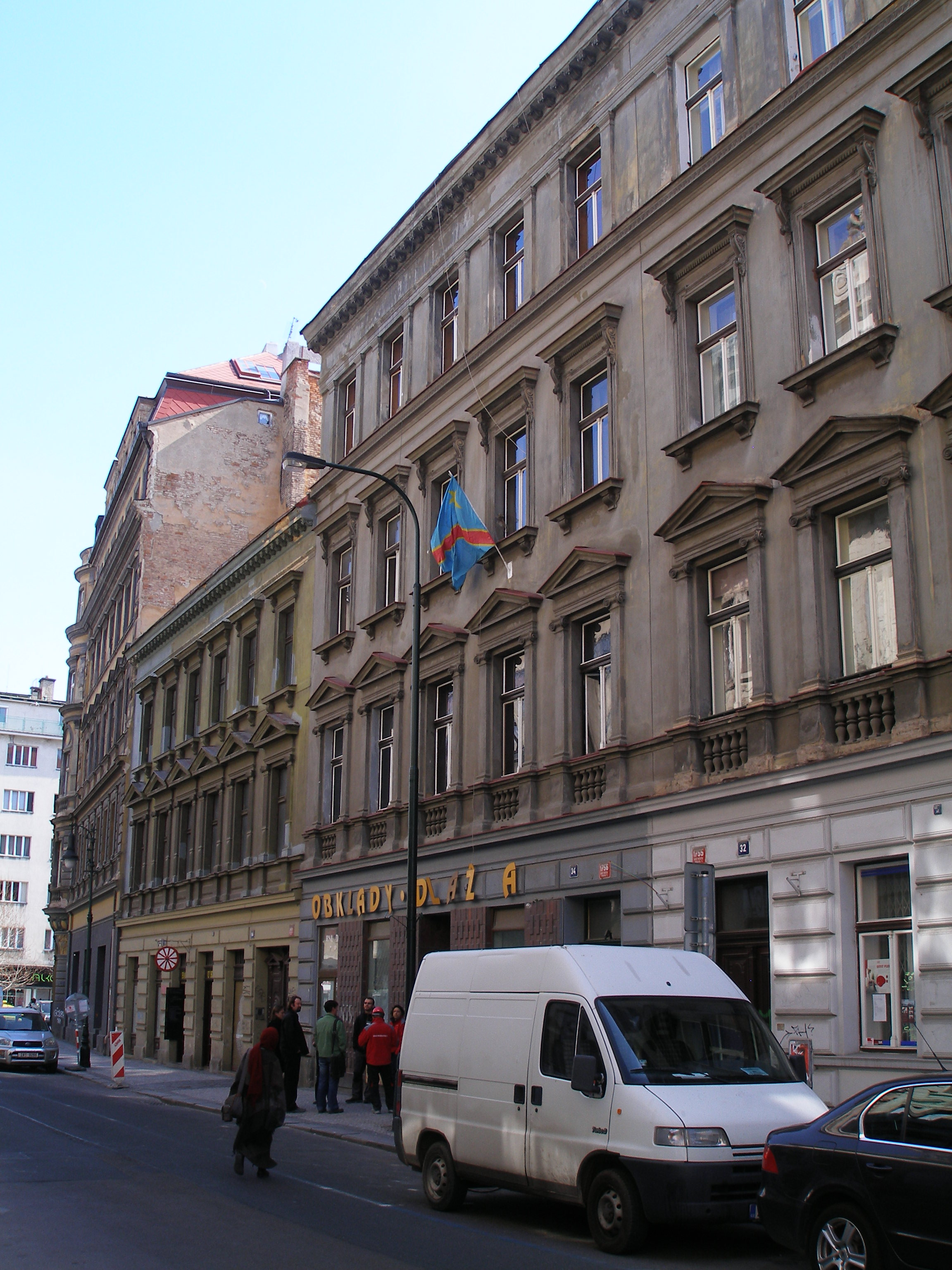
프라하 주재 콩고민주공화국 대사관

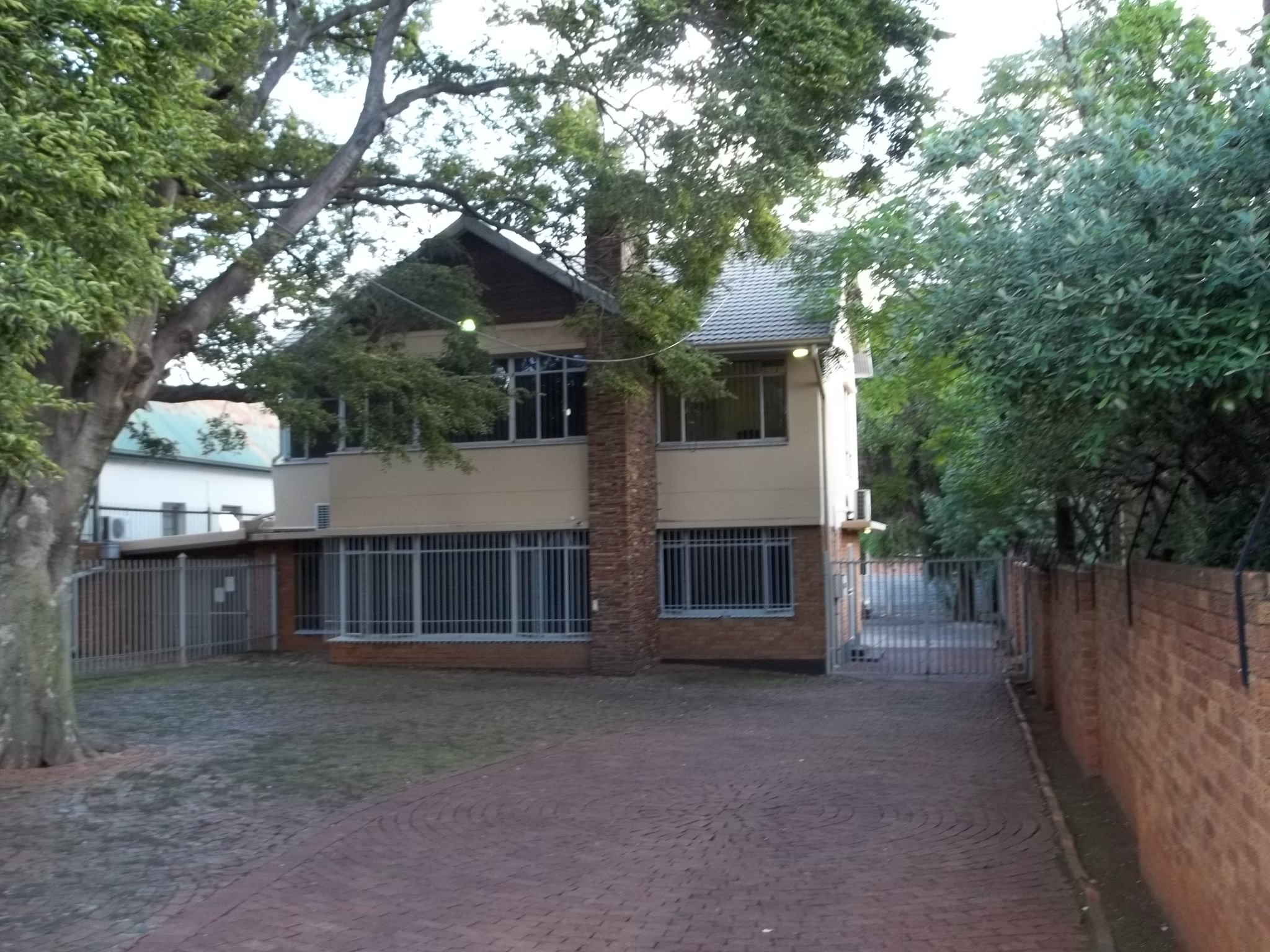
프리토리아 주재 콩고민주공화국 대사관

콩고민주공화국의 재외공관 목록은 콩고민주공화국 주재 대사관을 각국에 상주시켜 놓는 것을 의미하며 콩고민주공화국의 재외공관을 나열한 목록이다.

## 아프리카
- 알제리 : 알제 (대사관)
- 앙골라 : 루안다 (대사관)
- 베냉 : 코토누 (대사관)
- 부룬디 : 부줌부라 (대사관)
- 카메룬 : 야운데 (대사관)
- 중앙아프리카 공화국 : 방기 (대사관)
- 차드 : 은자메나 (대사관), 문두 (영사관)
- 코트디부아르 : 아비장 (대사관)
- 콩고 공화국 : 브라자빌 (대사관)
- 이집트 : 카이로 (대사관)
- 에티오피아 : 아디스아바바 (대사관)
- 가봉 : 리브르빌 (대사관)
- 기니 : 코나크리 (대사관)
- 케냐 : 나이로비 (대사관)
- 모로코 : 라바트 (대사관)
- 모잠비크 : 마푸투 (대사관)
- 나미비아 : 빈트후크 (대사관)
- 나이지리아 : 아부자 (대사관)
- 르완다 : 키갈리 (대사관)
- 세네갈 : 다카르 (대사관)
- 남아프리카 공화국 : 프리토리아 (대사관)
- 수단 : 하르툼 (대사관)
- 탄자니아 : 다르에스살람 (대사관), 키고마 (총영사관)
- 토고 : 로메 (대사관)
- 우간다 : 캄팔라 (대사관)
- 잠비아 : 루사카 (대사관)
- 짐바브웨 : 하라레 (대사관)

## 아메리카
- 아르헨티나 : 부에노스아이레스 (대사관)
- 브라질 : 브라질리아 (대사관)
- 캐나다 : 오타와 (대사관)
- 쿠바 : 아바나 (대사관)
- 미국 : 워싱턴 D.C. (대사관)

## 아시아
- 중화인민공화국 : 베이징시 (대사관)
- 인도 : 뉴델리 (대사관)
- 이스라엘 : 텔아비브 (대사관)
- 일본 : 도쿄도 (대사관)
- 대한민국 : 서울특별시 (대사관)
- 튀르키예 : 앙카라 (대사관)

## 유럽
- 벨기에 : 브뤼셀 (대사관), 안트베르펜 (총영사관)
- 체코 : 프라하 (대사관)
- 프랑스 : 파리 (대사관)
- 독일 : 베를린 (대사관)
- 그리스 : 아테네 (대사관)
- 바티칸 시국 : 바티칸 시국 (대사관)
- 이탈리아 : 로마 (대사관)
- 네덜란드 : 헤이그 (대사관)
- 폴란드 : 바르샤바 (대사관)
- 포르투갈 : 리스본 (대사관)
- 루마니아 : 부쿠레슈티 (대사관)
- 러시아 : 모스크바 (대사관)
- 세르비아 : 베오그라드 (대사관)
- 스페인 : 마드리드 (대사관)
- 스웨덴 : 스톡홀름 (대사관)
- 스위스 : 베른 (대사관)
- 영국 : 런던 (대사관)

## 대표부
- UN 콩고민주공화국 정부 대표부 : 뉴욕, 제네바